# Îles Amwaj
Les îles Amwaj, en arabe Juzur Amwaj, sont un groupe d'îles artificielles, autrement dit un archipel artificiel en cours de construction au nord-est de Bahreïn près de l'île de Muharraq. La superficie totale est d'environ 2,79 millions de mètres carrés. C'est le premier projet à Bahreïn permettant à des expatriés d'acheter un terrain sur ce royaume. Le projet a été annoncé en 2002 et devrait être achevé en trois phases. Récemment les terrains ont été déclarés constructibles, les infrastructures nécessaires étant achevées.

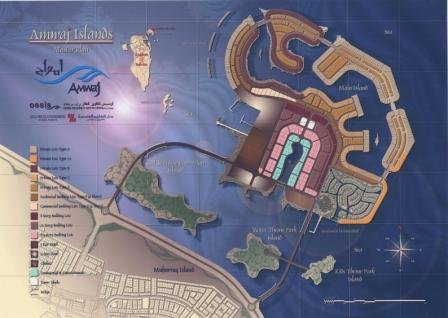
Plan des îles Amwaj

Quatre îles résidentielles sont prévues, une île à thème et une île pour les installations éducatives et médicales. Les habitations, principalement haut de gamme, sont composées de maisons en bord de mer, d'appartements de 4 à 8 étages et de quatre tours (deux de 10 étages, 23 étages et d'une tour jumelle de 19 étages).
Il y aura également 30 appartements de bureaux, une école, une université, un grand centre commercial sur la mer, quatre et cinq étoiles, hôtels, motels, un parc d'attractions, un parc aquatique, des cinémas, un bowling, un spa, des restaurants, un club de yacht, 6 appartements avec services hôteliers, un centre de la lagune et une marina circulaire de 240 mètres de diamètre pouvant accueillir 140 places. L'archipel est relié à l'île de Muharraq par une chaussée de 1,8 kilomètre de long.
Autour de l'archipel, des récifs artificiels sont conçus pour absorber 60 % de la puissance des vagues ceci afin de réduire les risques d'érosion.

## Référence
- (en) Cet article est partiellement ou en totalité issu de l’article de Wikipédia en anglais intitulé « Amwaj Islands » (voir la liste des auteurs).